# Eidsvoll Verk Station
Eidsvoll Verk Station (Eidsvoll Verk stasjon eller Eidsvoll Verk holdeplass) er en jernbanestation, der ligger på Gardermobanen i Norge. Trods navnet ligger den ikke i området Eidsvoll Verk men i Råholt, der ligger ca. 1,8 km fra Eidsvollsbygningen og Eidsvoll Verk.
Stationen blev etableret som en del af Gardermobanen, der blev anlagt mellem Eidsvoll og Hovedbanen syd for Jessheim i forbindelse med udbygningen af Oslo Lufthavn, Gardermoen som en hovedlufthavn. Stationen blev taget i brug i 1999, da lokaltogene mellem Kongsberg og Eidsvoll begyndte at køre ad Gardermobanen.
Stationen består af to spor med sin perron og læskure. Den ligger i en banegrav med trapper og lange ramper, der fører op til gadeplan og en parkeringsplads. En overdækket gangbro fører over sporene.